# Hansgerd Schulte
Hansgerd Schulte (* 21. Dezember 1932 in Simmern/Hunsrück; † 31. Dezember 2019 in Paris) war ein deutscher Germanist. Er gehörte zur zweiten Generation der deutsch-französischen Nachkriegsmittler, der sich auf dem Gebiet der wissenschaftlichen und universitären Kooperation bleibende Verdienste erworben hat. Er war Leiter des Germanistischen Instituts an der Universität Paris III (Sorbonne Nouvelle) und von 1972 bis 1987 Präsident des Deutschen Akademischen Austauschdienstes (DAAD).

## Leben
Nach seinem Abitur am Herzog-Johann-Gymnasium in Simmern studierte Schulte an der Albert-Ludwigs-Universität Freiburg Germanistik und Romanistik/Hispanistik. Nach Studienabschluss studierte er von 1958 bis 1961 an der ENS in Paris, um anschließend für ein halbes Jahr als Lektor für die deutsche Sprache an einer landwirtschaftlichen Hochschule in der Provinz zu wirken, bevor er ein neugegründetes Lektorat am Institut Catholique de Paris übernahm. Dieser Hintergrund qualifizierte ihn zum Leiter der 1963 neu eingerichteten Außenstelle des DAAD. 1969 schloss er seine Studien mit einer der Habilitation vergleichbaren Leistung ab und lehrte fortan an der Universität Paris III. An seiner Hochschule richtete er den Deutsch-Französischen Studiengang in Literatur und Landeskunde ein, die Études Franco-Allemandes, die auch von vielen deutschen Studierenden der Germanistik und Romanistik besucht wurden, die nach der Zwischenprüfung dort in einem Jahr die Licence ablegen konnten oder kurz vor dem Staatsexamen noch die Maîtrise.
Schultes Forschungs-Schwerpunkt war die moderne und die zeitgenössische deutsche Literatur. Er war lange Zeit neben seiner Laufbahn an der Sorbonne Nouvelle weiterhin Leiter der DAAD-Außenstelle Paris, bis er 1971 für 1972 zum Präsidenten des DAAD gewählt wurde. Er bekleidete dieses Amt bis 1987. Im Jahr 2001 wurde er bei seiner Hochschule emeritiert. Er starb Ende 2019 im Alter von 87 Jahren in Paris.

## Schriften
- El Desengano. Wort und Thema in der spanischen Literatur des Goldenen Zeitalters. W. Fink, München 1969. (Diss.; Freiburger Schriften zur Romanischen Philologie 17)
- Dialoga. Une méthode audio-visuelle d’allemand. Dunod, Paris 1969.
- Spiele und Vorspiele. Suhrkamp, Frankfurt am Main 1978, ISBN 3-51836985-7.
- Pierre Bertaux (1907–1986). PIA, 1990.
- Les intellectuels et le nouvel Etat. L’Allemagne 1945–1955. De la capitulation à la division. PIA, 1996.
- Ich weiß nicht, was soll es bedeuten… In: Georg Lechner (Hrsg.): Prägungen. Deutsche in Paris. Düsseldorf, 1991, S. 301–304 (autobiographisch, zitiert nach Pfeil)